# 天城镇 (重庆市)
天城镇，是中华人民共和国重庆市万州区下辖的一个乡镇级行政单位。

## 行政区划
天城镇下辖以下地区：
塘坊社区、太平社区、董家社区、小湾社区、陈家社区、王家沟社区、中坝村、绿茶村、傅沟村、工农村、高寨村、麻柳村、老岩村、万河村、塘坊村和茅谷村。